# Восточные Гаты
Восто́чные Га́ты (хинди पूर्वी घाट) — горная система к востоку от плато Декан, тянутся вдоль индийского побережья Бенгальского залива.
Восточные Гаты разделены на несколько средневысотных и низкогорных хребтов (Налламала, Великонда, Палконда, Шеварой) высотой до 1680 м, разделённые долинами крупных рек. Восточные склоны, у подножия которых расположен Бенгальский залив, более крутые, чем западные.
Горы покрыты муссонными лесами. На склонах гор также расположены чайные и кофейные плантации.
Восточные Гаты соединяются с Западными на юге в районе гор Нилгири.